# Karin Prien
Karin Prien (ur. 26 czerwca 1965 w Amsterdamie) – niemiecka polityk i prawniczka, wiceprzewodnicząca Unii Chrześcijańsko-Demokratycznej (CDU), minister w rządzie Szlezwika-Holsztynu (2017–2025), od 2025 minister ds. edukacji, rodziny, osób starszych, kobiet i młodzieży.

## Życiorys
W 1984 ukończyła szkołę średnią w Neuwied. Następnie studiowała prawo i nauki polityczne w Bonn. W 1989 zdała państwowy egzamin prawniczy I stopnia. W latach 1990–1991 kształciła się w zakresie prawa na Uniwersytecie Amsterdamskim. W latach 1991–1994 odbyła aplikację prawniczą w sądzie w Celle, zakończoną państwowym egzaminem prawniczym II stopnia. W 1994 podjęła praktykę w zawodzie adwokata. Specjalizował się w zakresie prawa handlowego i prawa spółek.
W 1981 wstąpiła do Unii Chrześcijańsko-Demokratycznej. Obejmowała kierownicze funkcje w strukturze CDU w Hamburgu, m.in. w latach 2010–2018 zasiadała w zarządzie krajowym. W latach 2011–2017 była deputowaną do parlamentu krajowego Hamburga. W czerwcu 2017 dołączyła do kierowanego przez Daniela Günthera rządu krajowego Szlezwiku-Holsztynu, obejmując w nim funkcję ministra edukacji, nauki i kultury Szlezwiku-Holsztynu. W czerwcu 2022 przeszła na funkcję ministra edukacji powszechnej i zawodowej, nauki, badań naukowych i kultury w tym samym landzie. Od 2017 do 2018 zasiadała w Bundesracie, następnie została zastępczynią członka tej izby. W 2018 powołana na wiceprzewodniczącej CDU w Szlezwiku-Holsztynie, a w 2022 na wiceprzewodniczącą partii na szczeblu federalnym. W tym samym roku uzyskała mandat posłanki do landtagu.
W maju 2025 objęła stanowisko ministra ds. edukacji, rodziny, osób starszych, kobiet i młodzieży w nowo powołanym federalnym rządzie Friedricha Merza. W związku z tą nominacją odeszła z rządu krajowego.

## Życie prywatne
Ma pochodzenie żydowskie. Urodziła się w Holandii, gdzie osiedlili się jej dziadkowie od strony matki. Członkowie rodziny jej ojca zginęli w trakcie Zagłady Żydów. Karin Prien niemieckie obywatelstwo przyjęła w wieku 26 lat.
Mężatka, ma troje dzieci.